# カミガモソウ
カミガモソウ（学名：Gratiola fluviatilis）は、オオバコ科・オオアブノメ属に分類される一年草の一種。

## 分布
日本固有種。本州（三重・京都・兵庫）・四国（高知）・九州（長崎・宮崎）・南西諸島（奄美大島）に分布する。
京都府の上賀茂神社で、1920年に発見され、1925年に記載された。

## 特徴
全体が短毛に覆われ、特に葉はざらつくほど多くある。茎は赤紫色で多肉質であり、円柱形になる。高さ10-20cmになり、下部で多く枝分かれする。分かれた茎は横に伸びやや倒れる。葉は軟らかく有柄で、卵形か倒卵形になり、縁には鋸歯がある。
花期は8月下旬から10月上旬であり、白色で5裂し、大きさは7mmほどである。生育地では9月上旬までは通常の花を咲かせるが、それ以降は閉鎖花ばかりになる。
果実はやや扁平で直径6mmの広卵形になり、両面が凹む。緑色のまま熟し、上向きのまま4つに裂けて種子を露出させる。種子は茶褐色で大きさは1.0-1.2mmになる。

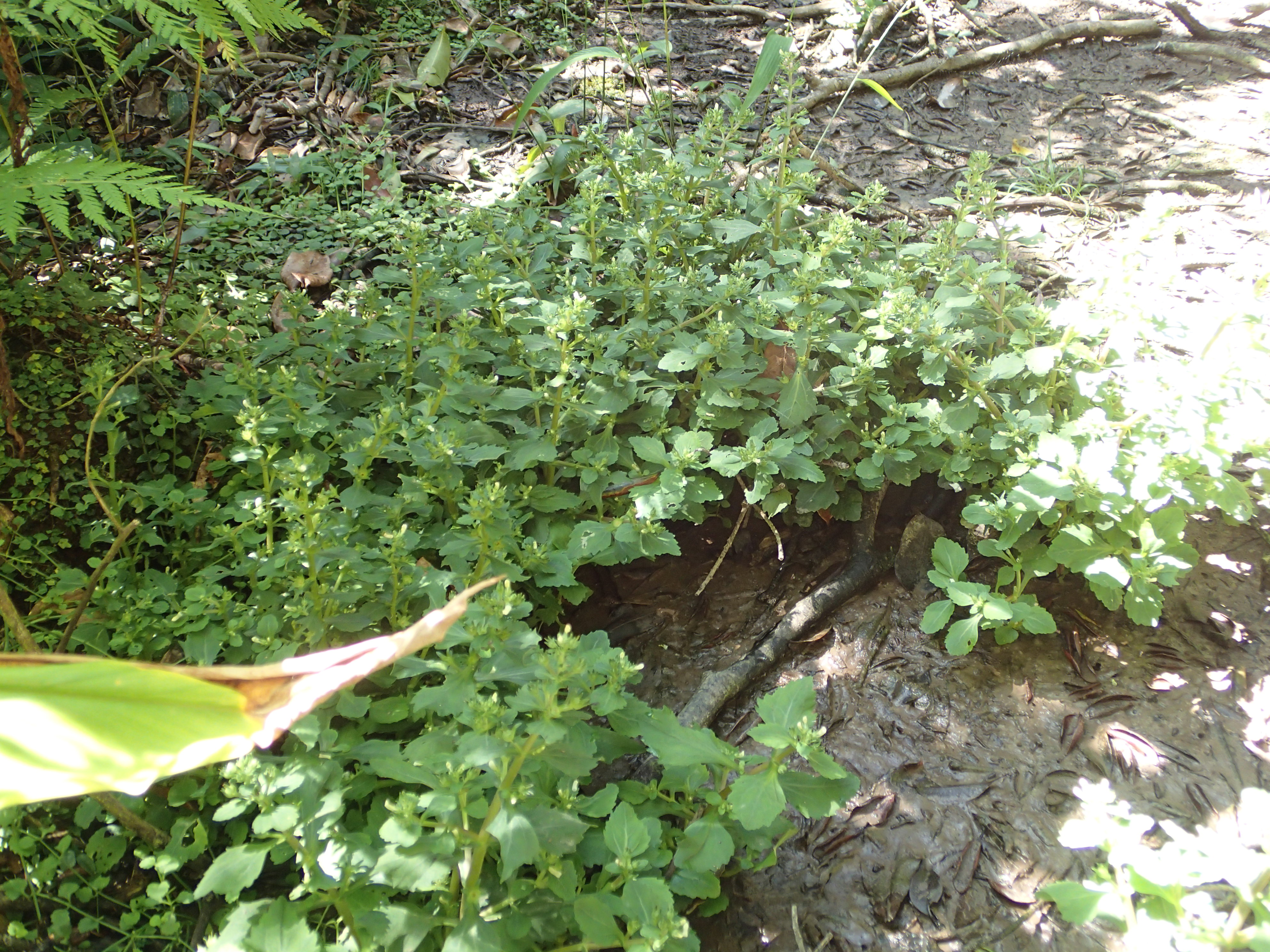
群落 (奄美大島)

## 保全状況評価
絶滅危惧IB類 (EN)（環境省レッドリスト）
2000年までの環境省レッドデータブックでは絶滅危惧IA類に指定されていたが、2007年以降は絶滅危惧IB類に指定されている。